# Chironemus bicornis
Chironemus bicornis är en fiskart som först beskrevs av Steindachner, 1898.  Chironemus bicornis ingår i släktet Chironemus och familjen Chironemidae. Inga underarter finns listade i Catalogue of Life.